# Vajkijaur
Vajkijaur (även stavat Vaikijaur) är en före detta småort i Jokkmokks kommun. Vajkijaur ligger på norra sidan av sjön Vajkijaure, cirka 7 kilometer norr om Jokkmokk. Området räknades av SCB som en småort år 1990 men har inte klassats som småort sedan dess. I december 2020 hade Vaikijaur 72 folkbokförda invånare över 16 år.
När bandelen Porjus-Jokkmokk öppnade 1927 fick Inlandsbanan en håll- och lastplats med namnet Vaikijaur några kilometer sydost om byn. Den nuvarande hållplatsen för Inlandsbanans sommartrafik ligger 700 meter söder om det gamla hållplatsläget. Även ett sidospår och en stationsbyggnad har uppförts vid hållplatsen. Senare har stationsbyggnaden använts som rälsbusshållplats.